# Baltoro

Lodowiec Baltoro (zdjęcie z 1990 i 2000 roku)

Baltoro – lodowiec górski typu dolinnego położony w górach Karakorum, w północnej części Pakistanu. Jego powierzchnia wynosi ok. 755 km², a długość 62 km, co czyni go jednym z najdłuższych z występujących poza strefą okołobiegunową lodowców. Koryto lodowca jest bardzo szerokie, a ściany boczne gwałtownie się wznoszą i są bardzo strome. Podczas przemieszczania się lodowiec utworzył zagłębienia, które służą jako baseny dla licznych jezior polodowcowych.

## Lista szczytów
Lista ważniejszych szczytów sąsiadujących z lodowcem Baltoro:
- K2, drugi pod względem wysokości szczyt świata – 8611 m n.p.m.
- Gaszerbrum I, jedenasty pod względem wysokości szczyt świata – 8080 m n.p.m.
- Broad Peak, dwunasty pod względem wysokości szczyt świata – 8047 m n.p.m.
- Gaszerbrum II, trzynasty pod względem wysokości szczyt świata – 8035 m n.p.m.
- Gaszerbrum III – 7946 m n.p.m.
- Gaszerbrum IV – 7932 m n.p.m.
- Maszerbrum (K1) – 7821 m n.p.m.
- Chogolisa – 7665 m n.p.m.
- Muztagh Tower – 7273 m n.p.m.
- Snow Dome – 7160 m n.p.m.
- Biarchedi – 6781 m n.p.m.
- Uli Biaho Tower – 6417 m n.p.m.
- Trango Towers – 6286 m n.p.m.
- Mitre Peak – 6010 m n.p.m.